# Next Generation Adelaide International 2006
Il Next Generation Adelaide International 2006 è stato un torneo di tennis giocato sul cemento.
È stata la 30ª edizione del Next Generation Adelaide International,
che fa parte della categoria International Series nell'ambito dell'ATP Tour 2006.
Si è giocato ad Adelaide in Australia dal 2 all'8 gennaio 2006.

## Campioni

### Singolare
Florent Serra ha battuto in finale  Xavier Malisse per 6-3, 6-4.

### Doppio
Jonathan Erlich /  Andy Ram hanno battuto in finale  Paul Hanley /  Kevin Ullyett per 7-6(4), 7-6(10).